# Littorio (cuirassé)
Le Littorio est un cuirassé de la Regia Marina, navire de tête de sa classe. Lancé en 1937, il participe à la Seconde Guerre mondiale, durant laquelle il est renommé Italia. Il est démoli en 1948.

## Construction
C'est le premier navire (avec le Vittorio Veneto commencé le même jour) de 35 000 t en construction depuis le traité naval de Londres (1930) limitant le nombre et la taille des bâtiments. La construction du Littorio commence en 1934 aux chantiers navals Ansaldo de Gênes. Le navire est lancé le 22 août 1937 mais sera modifié jusqu'à sa mise en service en 1940.

## Service

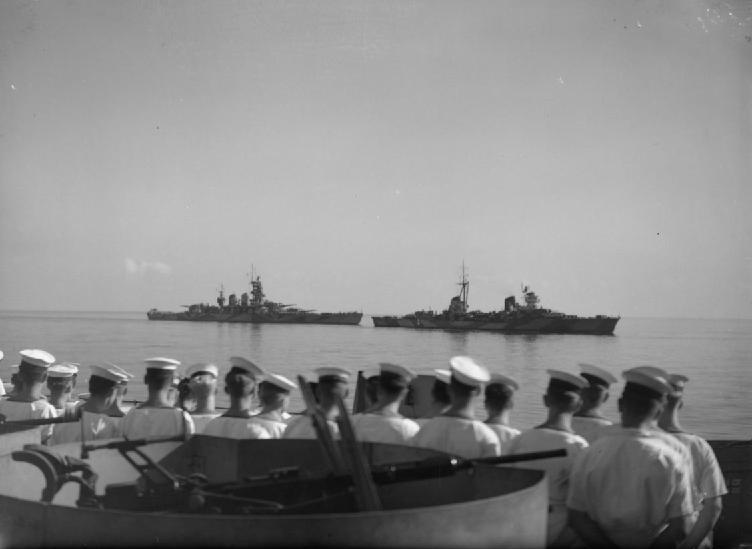
Le Littorio et un croiseur italien au moment de l'armistice italien en 1943.

Le 11 novembre 1940, le Vittorio Veneto fut légèrement avarié pendant la bataille de Tarente. Touché par trois torpilles alors qu'il était à quai, les réparations furent rapides. En septembre 1941, le Littorio participa à l'attaque d'un convoi britannique ravitaillant Malte. Fin 1941 et début 1942, il participa à la première et deuxième bataille de Syrte, près des côtes libyennes, au cours desquelles il avarie les destroyers HMS Havock et HMS Kingston. Le 15 juin 1942, il attaqua un convoi britannique mais fut touché par une torpille lancée depuis un bombardier Vickers Wellington. Le 30 juillet 1943, il fut renommé Italia et, après l'armistice du 8 septembre 1943, il fut envoyé au Grand Lac Amer en Égypte et il y resta jusqu'en 1948, année de son démantèlement.

## Classe Littorio
La classe  de cuirassés Littorio comportait quatre navires : le Littorio, le Vittorio Veneto, le Roma (entré en service fin 1942) et l'Impero (inachevé). Deux autres navires ont été commandés en 1936 mais ne seront jamais construits. Les caractéristiques de cette classe sont :
- blindage : 225 à 350 mm à la ceinture, 152 à 203 mm sur le pont ;
- armement : 9 canons de 381 mm en 3 tourelles triples (2 avant et 1 arrière), 12 canons de 152 mm en 6 tourelles doubles, 12 canons de 90 mm anti-aériens et 50 canons anti-aérienns de 37 et 20 mm.

Les navires de la classe Littorio embarquaient également trois hydravions mis en œuvre au moyen d'une catapulte.